# Бигилин (Прахова)
Бигилин (рум. Bighilin) насеље је у Румунији у округу Прахова у општини Буков. Oпштина се налази на надморској висини од 201 m.

## Становништво
Према подацима из 2002. године у насељу је живело 148 становника, од којих су сви румунске националности.